# Ломан (Мисури)
Ломан (енгл. Lohman) град је у америчкој савезној држави Мисури.

## Демографија
По попису из 2010. године број становника је 163, што је 5 (-3,0%) становника мање него 2000. године.
| Група             | 2000.        | 2010.       |
| Белци             | 168 (100,0%) | 159 (97,5%) |
| Афроамериканци    | 0 (0,0%)     | 0 (0,0%)    |
| Азијати           | 0 (0,0%)     | 0 (0,0%)    |
| Хиспаноамериканци | 0 (0,0%)     | 0 (0,0%)    |
| Укупно            | 168          | 163         |